# Снежки (десерт)

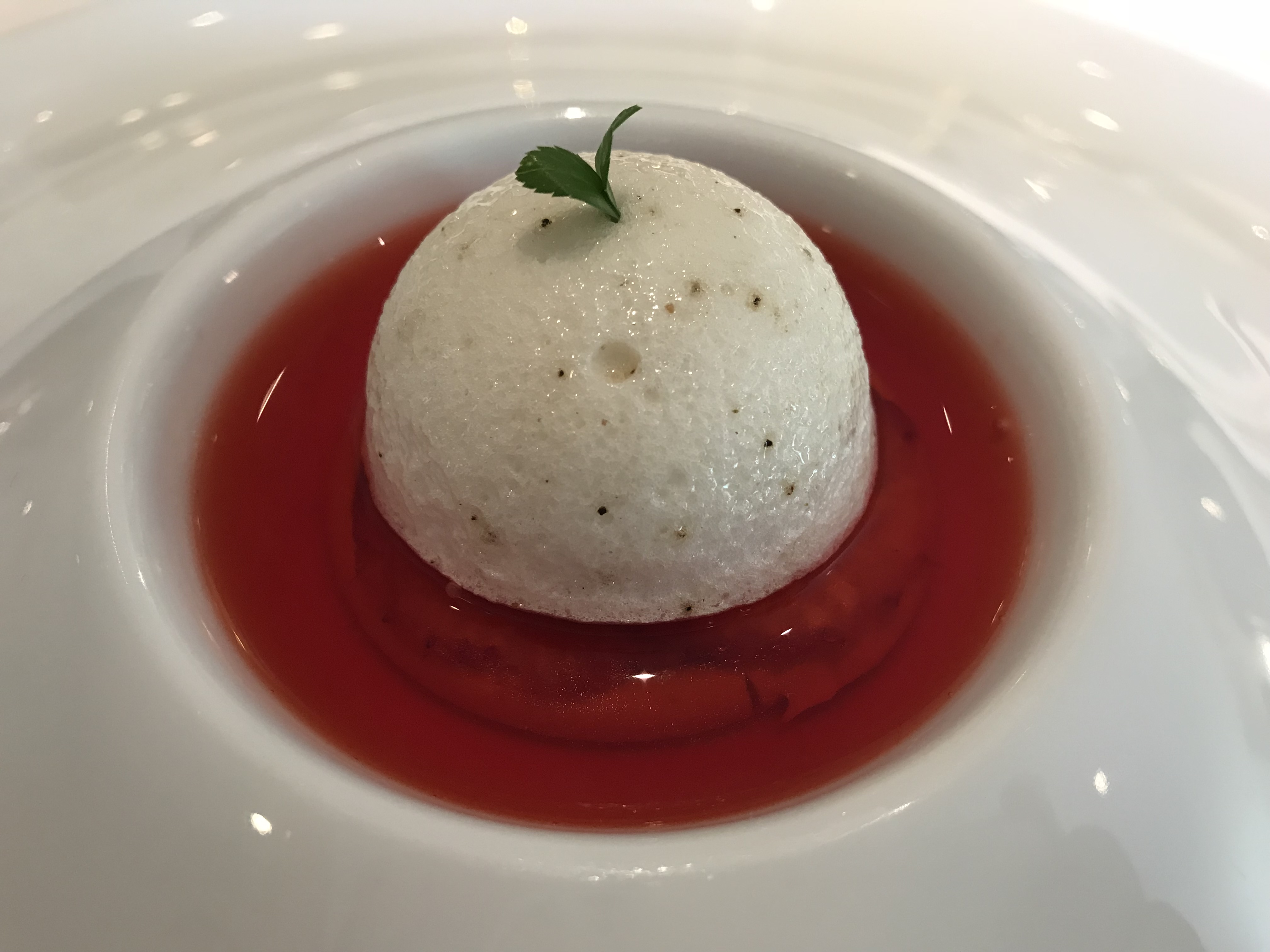
Снежки с клубничным соусом

Снежки́ (фр. œufs à la neige) — деликатесное десертное сладкое блюдо из отварной взбитой белковой массы в сладком соусе. Популярно во французской, русской, американской, скандинавской, некоторых тюркских и восточных кухнях. Во французской кухне есть также близкое блюдо «плавающий остров» с основой из безе под кремом, в немецкой — десерт Вельфов из взбитых белков, желтков и крема, в венгерской — суп «птичье молоко» из взбитых белков в желтковом соусе.
При приготовлении снежков используется белковая масса только из свежих куриных яиц, которая разделывается ложкой на шарики или клёцки и отваривается в течение 3—5 минут в воде или молоке. Готовые снежки вынимают шумовкой, дают стечь молоку или воде, затем сервируют в креманках или салатниках под сладким ванильным, яично-желтковым, фруктовым соусом, нередко с добавлением сахарной пудры и лимонной кислоты.
В связи с необходимостью свежих яиц и кратким сроком годности, снежки готовятся на месте (в том числе в домашних условиях) и в промышленных (фабричных) масштабах не производятся и не продаются, а также редки в ресторанах, кафе и других предприятиях общепита.